# 핸즈 오프 시위
핸즈 오프(영어: Hands Off)는 2025년 4월 5일부터 미국 전역에서 벌어지고 있는 트럼프 2기 행정부에 대한 반대 시위이다. 2025년 4월 5일 벌어진 시위는 미국 역사상 가장 큰 단일 시위가 되었다. "Hands Off!"라는 슬로건 아래 조직된 이 시위는 트럼프 2기 행정부의 정책에 반대하는 목소리를 담고 있으며, 미국 50개 모든 주의 1,400개 이상의 지역에서 열렸다. 주최 측에 따르면 전국적으로 약 300만 명이 시위에 참여한 것으로 집계되었고, CNN은 총 100만 명이 시위에 참여한 것으로 보도했다. 주최 측은 150개의 노조, 진보주의 단체, 민주화 및 민권 단체, LGBTQ 단체, 그리고 여성 인권 단체가 합동으로 참여했다고 밝혔다.
이번 집회는 행정부가 새로 도입한 세계 무역 관세로 인한 경제 혼란, 머스크가 주도한 정부 기관과 연방 공무원 인력의 대규모 축소, 위기에 처한 노조 권리, 혼란스럽고 정치적 동기로 비춰지는 이민 단속, LGBTQ 권리의 후퇴, 사회보장 제도의 잠재적 축소, 의료 자금(메디케이드) 및 연구 예산 삭감 등 광범위한 정책에 반대하는 내용을 담고 있다. 시위자들은 민주주의의 후퇴, 권위주의의 성장, 억만장자들의 이익을 우선시하는 듯한 행정부의 태도에 대한 우려를 표명하며, 자신들의 행동이 미국 민주주의와 경제적 복지를 지키기 위한 것이라고 했다.

## 갤러리
- 시위 로고
- 2025년 4월 5일 워싱턴 D.C.의 워싱턴 기념비로 모인 사람들
- 2025년 4월 5일 세인트폴
- 2025년 4월 5일 올랜도

## 같이 보기
- 트럼프 2기 행정부 관세
- 도널드 트럼프 반대 시위